# Natal (Brasil)
Natal  (en español: Navidad) es la capital de Río Grande del Norte, un estado en el noreste de Brasil. De acuerdo con el índice del IBGE de 2021, la ciudad tenía una población  de 896.708. Natal es considerada por el IPEA (Instituto de Investigación Económica Aplicada de Brasil), como la capital más segura del país. La capital es conocida principalmente por sus playas, su belleza natural y por su buena infraestructura. También es una ciudad militar importante con ubicación estratégica. 
Fue fundada el 25 de diciembre de 1599 (día de Navidad, de ahí su nombre) por los portugueses y fue ocupada por un tiempo por colonos neerlandeses. Durante la Segunda Guerra Mundial, la ciudad tuvo una pequeña pero importante participación en ésta. Sirvió como una base aérea a los Estados Unidos debido a su privilegiada posición geográfica en el "Rincón del Continente". Hasta hoy, la ciudad tiene una pequeña influencia estadounidense.
La construcción de la Vía Costeira, una gran avenida en medio de las dunas, fue el verdadero punto de partida para el inicio de la actividad turística en el Estado en la década de 1980. Ahí es donde los principales hoteles y restaurantes de la capital se concentran. Mejoras en la infraestructura turística y la conservación del patrimonio natural, además de la ciudad de la forestación, son algunas de las acciones de prioridad aplicadas desde ese entonces por el gobierno del estado. Uno de los aspectos más destacados fue la creación de las parque de las Dunas, cuyo objetivo es preservar la cadena de dunas que rodean la ciudad y es el segundo parque urbano más grande en Brasil.
Es la capital brasileña más cercana en apariencia a la costa africana y al paraíso de las islas de Fernando de Noronha. Atrae a alrededor de dos millones de turistas al año que buscan diversas atracciones. Natal se convirtió en la puerta de entrada a las hermosas playas del Estado de Río Grande del Norte. Muchos de ellos todavía están semi-salvajes, como playa de Pipa y Maracajaú, y otros son los más animados, como Genipabu, y Pirangi y Ponta Negra.
La ciudad también tiene una de las mayores fiestas de la temporada de carnaval en Brasil, denominado Carnatal, que es muy diferente al desfile de escuelas de samba popular de Río de Janeiro. Además, es notable la Fiesta Junina (Festival de San Juan, donde también se celebra el Solsticio de verano junto a varios países europeos) y que se realiza en muchas ciudades del estado, en particular, la ciudad de Mossoró.
En los próximos años, se espera que Natal se convierta en un centro de investigación científica de renombre mundial, después de que el instituto de neurociencias de Natal se convierta en el cámpus o ciudad del cerebro, la cual será inaugurada en su periferia. El proyecto es una ambiciosa carrera por mezclar innovación y tecnología con compromiso social. Ha tenido el apoyo de neurocientíficos de renombre mundial y varios órganos de cooperación estatales y fue iniciado por el varias veces candidato al Nobel Miguel Nicolelis.
Otros lugares de interés turístico de Natal es la Maior Cajueiro Maior do Mundo, ha demostrado por el Libro Guinness; el Morro do Careca es una gran duna; Puente Newton Navarro es de los mayores puentes en Brasil, además de "Parrachos" de Maracajaú y Pirangi y donde el mar es el más cristalino y adecuado para el buceo. Natal también tiene atracciones históricas que forman parte de la historia de la ciudad, como el Forte dos Reis Magos es una fortaleza colonial; la casa de Luís da Câmara Cascudo, uno de los más notables el folclore brasileño; la Rampa es una antigua estación de pasajeros y de transporte conexiones, utilizado como base para hidroaviones obtener construido durante la Segunda Guerra Mundial. Además, es el Teatro Alberto Maranhão y la primera base para lanzar cohetes desde el Brasil, la Centro de Lanzamiento de Barrera del Infierno.

## Geografía

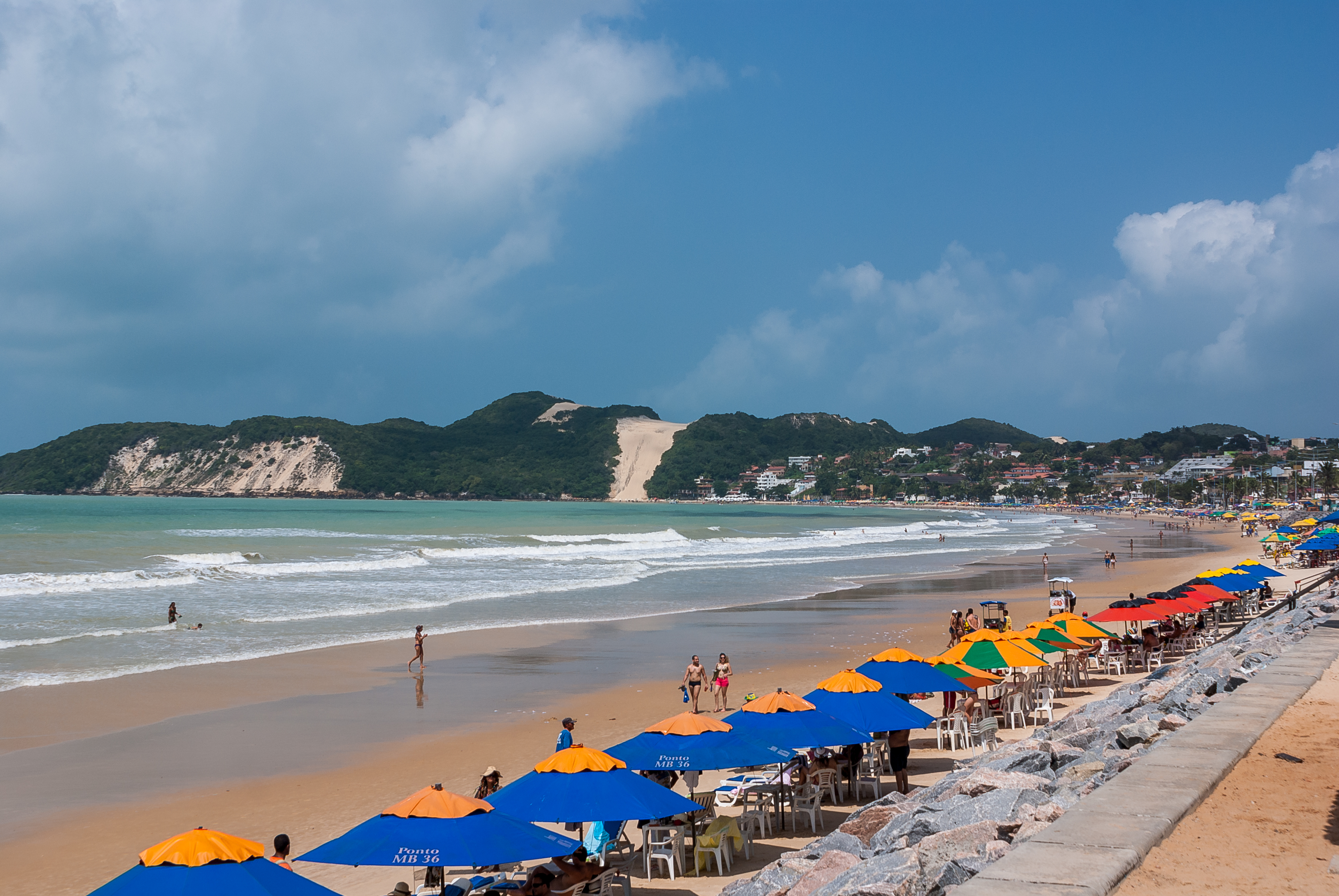
Playa de Ponta Negra.

Natal está ubicada a 5°46′ S y 35°12′ O, en el extremo noreste de Sudamérica. La ciudad tiene un área total de 170 km². En ella desemboca al mar brasileño Atlántico el río Potengi. El clima es tropical y la temperatura media anual es de 26 °C.
Forma, junto a los municipios de Parnamirim, Macaíba, Extremoz, São Gonçalo do Amarante y Ceará-Mirim, una región metropolitana, que llega a los 1.150.000 habitantes.
| Parámetros climáticos promedio de Natal (normal 1991-2020, extremos 1931-1970 y 1983-presente) | Parámetros climáticos promedio de Natal (normal 1991-2020, extremos 1931-1970 y 1983-presente) | Parámetros climáticos promedio de Natal (normal 1991-2020, extremos 1931-1970 y 1983-presente) | Parámetros climáticos promedio de Natal (normal 1991-2020, extremos 1931-1970 y 1983-presente) | Parámetros climáticos promedio de Natal (normal 1991-2020, extremos 1931-1970 y 1983-presente) | Parámetros climáticos promedio de Natal (normal 1991-2020, extremos 1931-1970 y 1983-presente) | Parámetros climáticos promedio de Natal (normal 1991-2020, extremos 1931-1970 y 1983-presente) | Parámetros climáticos promedio de Natal (normal 1991-2020, extremos 1931-1970 y 1983-presente) | Parámetros climáticos promedio de Natal (normal 1991-2020, extremos 1931-1970 y 1983-presente) | Parámetros climáticos promedio de Natal (normal 1991-2020, extremos 1931-1970 y 1983-presente) | Parámetros climáticos promedio de Natal (normal 1991-2020, extremos 1931-1970 y 1983-presente) | Parámetros climáticos promedio de Natal (normal 1991-2020, extremos 1931-1970 y 1983-presente) | Parámetros climáticos promedio de Natal (normal 1991-2020, extremos 1931-1970 y 1983-presente) | Parámetros climáticos promedio de Natal (normal 1991-2020, extremos 1931-1970 y 1983-presente) |
| Mes                                                                                            | Ene.                                                                                           | Feb.                                                                                           | Mar.                                                                                           | Abr.                                                                                           | May.                                                                                           | Jun.                                                                                           | Jul.                                                                                           | Ago.                                                                                           | Sep.                                                                                           | Oct.                                                                                           | Nov.                                                                                           | Dic.                                                                                           | Anual                                                                                          |
| ---------------------------------------------------------------------------------------------- | ---------------------------------------------------------------------------------------------- | ---------------------------------------------------------------------------------------------- | ---------------------------------------------------------------------------------------------- | ---------------------------------------------------------------------------------------------- | ---------------------------------------------------------------------------------------------- | ---------------------------------------------------------------------------------------------- | ---------------------------------------------------------------------------------------------- | ---------------------------------------------------------------------------------------------- | ---------------------------------------------------------------------------------------------- | ---------------------------------------------------------------------------------------------- | ---------------------------------------------------------------------------------------------- | ---------------------------------------------------------------------------------------------- | ---------------------------------------------------------------------------------------------- |
| Temp. máx. abs. (°C)                                                                           | 33.4                                                                                           | 36.8                                                                                           | 33.8                                                                                           | 33                                                                                             | 32.4                                                                                           | 32.2                                                                                           | 30.8                                                                                           | 31.2                                                                                           | 31.8                                                                                           | 32.5                                                                                           | 32.7                                                                                           | 32.4                                                                                           | 36.8                                                                                           |
| Temp. máx. media (°C)                                                                          | 30.4                                                                                           | 30.7                                                                                           | 30.7                                                                                           | 30.3                                                                                           | 29.8                                                                                           | 28.8                                                                                           | 28.4                                                                                           | 28.6                                                                                           | 29                                                                                             | 29.7                                                                                           | 30                                                                                             | 30.4                                                                                           | 29.7                                                                                           |
| Temp. media (°C)                                                                               | 27.4                                                                                           | 27.6                                                                                           | 27.5                                                                                           | 27.2                                                                                           | 26.6                                                                                           | 25.4                                                                                           | 24.8                                                                                           | 25                                                                                             | 25.8                                                                                           | 26.5                                                                                           | 27                                                                                             | 27.4                                                                                           | 26.5                                                                                           |
| Temp. mín. media (°C)                                                                          | 24.4                                                                                           | 24.6                                                                                           | 24.2                                                                                           | 23.7                                                                                           | 23.1                                                                                           | 21.9                                                                                           | 21                                                                                             | 21.2                                                                                           | 22.2                                                                                           | 23.5                                                                                           | 24.2                                                                                           | 24.7                                                                                           | 23.2                                                                                           |
| Temp. mín. abs. (°C)                                                                           | 18.4                                                                                           | 19                                                                                             | 17.9                                                                                           | 17.7                                                                                           | 17.9                                                                                           | 14.8                                                                                           | 16.1                                                                                           | 15.4                                                                                           | 16.6                                                                                           | 17.3                                                                                           | 17.9                                                                                           | 18.4                                                                                           | 14.8                                                                                           |
| Lluvias (mm)                                                                                   | 80.7                                                                                           | 99.8                                                                                           | 200.8                                                                                          | 240.5                                                                                          | 221.8                                                                                          | 348.8                                                                                          | 254                                                                                            | 118.7                                                                                          | 54                                                                                             | 20.6                                                                                           | 22.5                                                                                           | 29                                                                                             | 1691.2                                                                                         |
| Días de lluvias (≥ 1 mm)                                                                       | 7                                                                                              | 8                                                                                              | 13                                                                                             | 16                                                                                             | 15                                                                                             | 18                                                                                             | 16                                                                                             | 12                                                                                             | 8                                                                                              | 5                                                                                              | 4                                                                                              | 5                                                                                              | 127                                                                                            |
| Horas de sol                                                                                   | 256.2                                                                                          | 228.4                                                                                          | 241                                                                                            | 218                                                                                            | 232.6                                                                                          | 199.3                                                                                          | 215.6                                                                                          | 253.9                                                                                          | 267.2                                                                                          | 295.2                                                                                          | 285.9                                                                                          | 286.5                                                                                          | 2979.8                                                                                         |
| Humedad relativa (%)                                                                           | 79.1                                                                                           | 79.2                                                                                           | 80.6                                                                                           | 82.4                                                                                           | 82.8                                                                                           | 84.5                                                                                           | 82.9                                                                                           | 80.7                                                                                           | 79.6                                                                                           | 77.8                                                                                           | 77.8                                                                                           | 78.3                                                                                           | 80.5                                                                                           |
| Fuente: Instituto Nacional de Meteorología de Brasil (INMET)                                   |                                                                                                |                                                                                                |                                                                                                |                                                                                                |                                                                                                |                                                                                                |                                                                                                |                                                                                                |                                                                                                |                                                                                                |                                                                                                |                                                                                                |                                                                                                |

## Datos estadísticos
- Índice de Desarrollo Humano: 0,879.
- Esperanza de vida al nacer: 83,79 años.
- Tasa de alfabetización (población con más de 10 años): 99,02 %.
- Domicilios particulares permanentes - 2000: 277.783 domicilios.

Fuente: IBGE Censo 2011, PNUD 2011, Secretaría Municipal de Salud de Natal.

## Subdivisiones
La ciudad de Natal está compuesta por 36 barrios, que se distinguen fácilmente en 9 regiones administrativas: Norte, Este, Oeste y Sur.

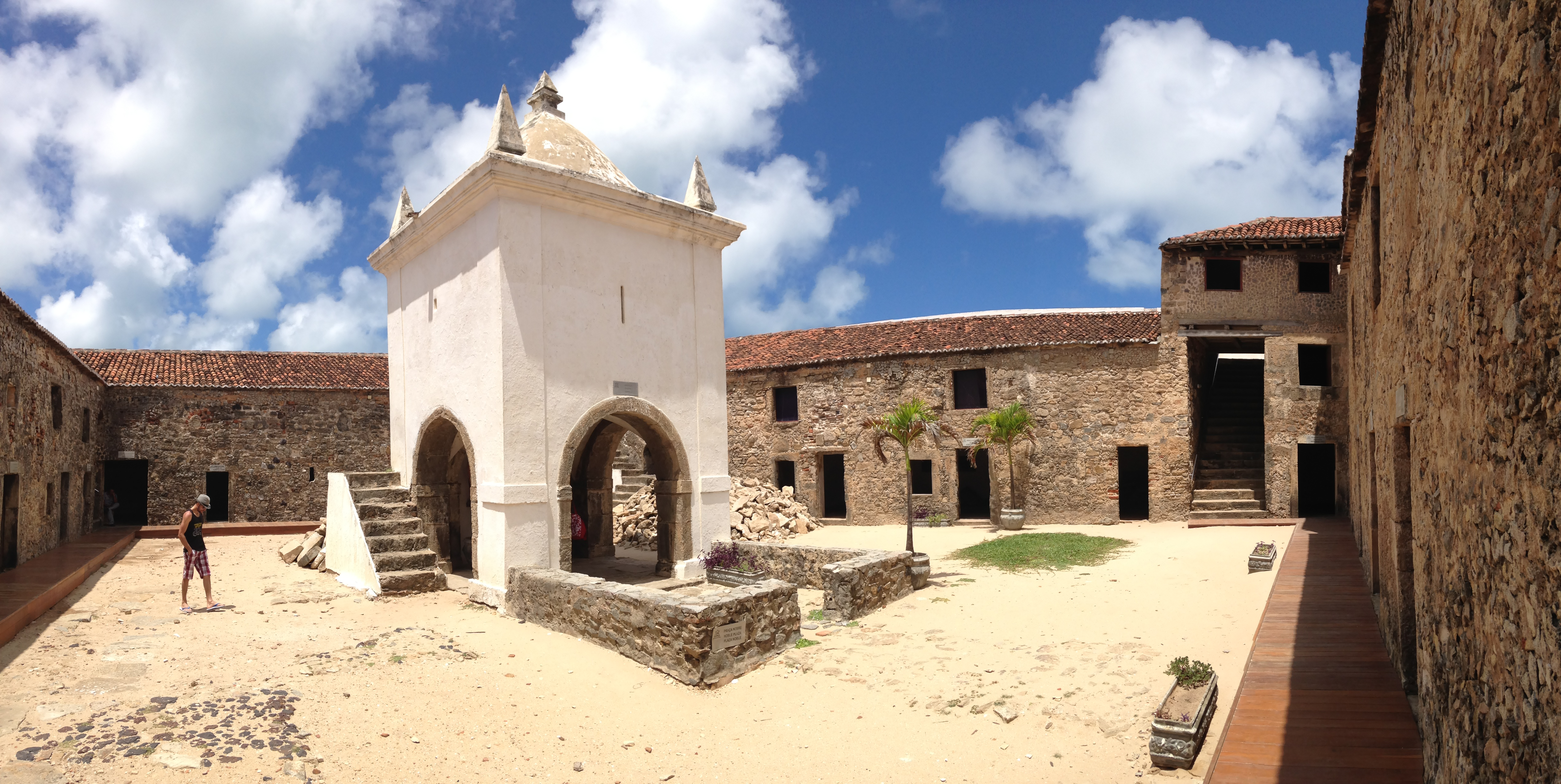
Fuerte de los Reyes Magos.

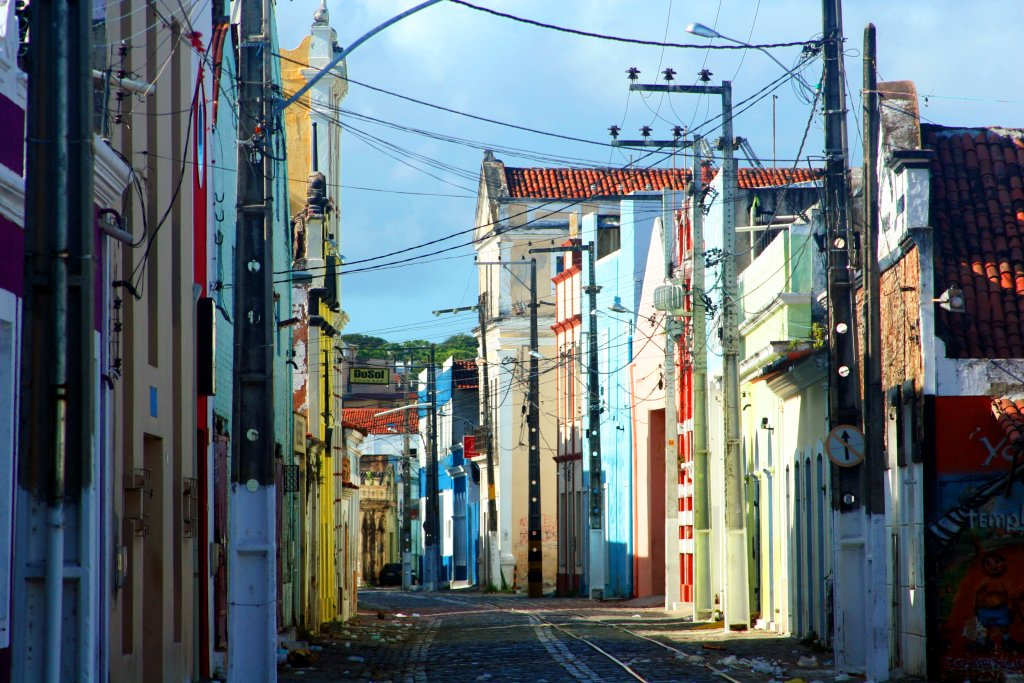
Antigua calle en el barrio de la Ribeira.

## Historia
Fundada el 25 de diciembre de 1599 (de ahí su nombre, ya que en portugués Natal significa "Navidad"). Fue ocupada por los neerlandeses entre  1633 y 1654 que le dieron el nombre de Nueva Amsterdam. Durante la Segunda Guerra Mundial sirvió de base aliada en el soporte de las acciones sobre el continente africano, a través de la base aérea (hoy aeropuerto) localizada en Parnamirim, en la región metropolitana.

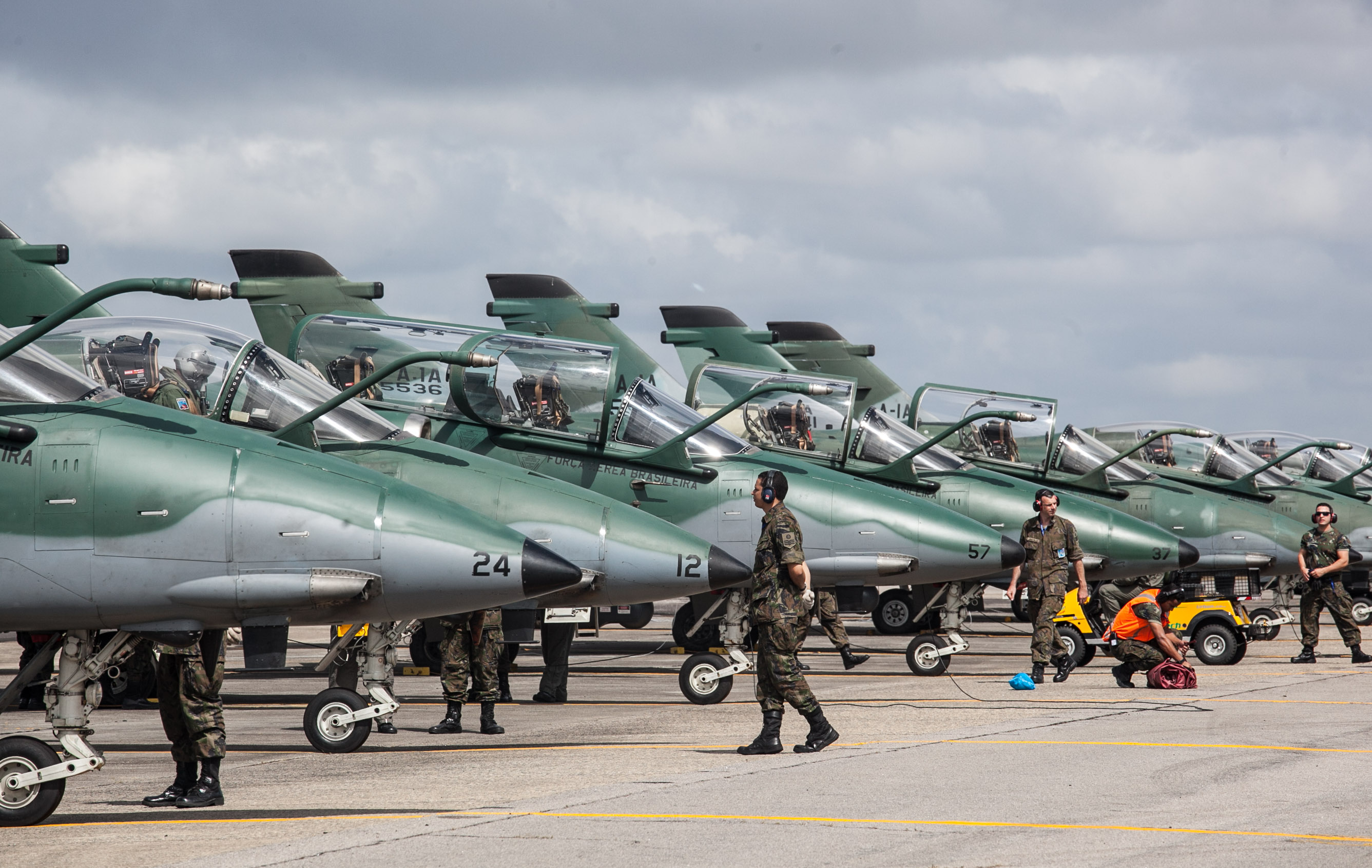
Natal es una ciudad militar importante y sede de una de las principales bases aéreas en el país.

### Principales monumentos históricos
- Fuerte de los Reyes Magos: la primera y más antigua edificación de la ciudad, construida por los portugueses.
- Centro de Turismo de Natal: construido en los finales del siglo XIX, fue centro de protección para los mendigos, orfanato y casa de custodia (prisión). Desde 1976, es sede del Centro de Turismo municipal.
- Nueva Catedral: su construcción demandó más de 30 años y su proyecto arquitectónico es sorprendente.
- Faro de la "Mãe Luiza": es utilizado para orientar las embarcaciones de la costa de Natal; fue construido en 1951, con una altura de 37 metros sobre el nivel del mar.
- Columna Capitolina: columna romanada donada a la ciudad por el dictador italiano Benito Mussolini.
- Rampa: antiguo lugar de embarque y desembarque de hidroaviones y punto de encuentro entre  Getúlio Vargas y Franklin Delano Roosevelt durante la Segunda Guerra Mundial.

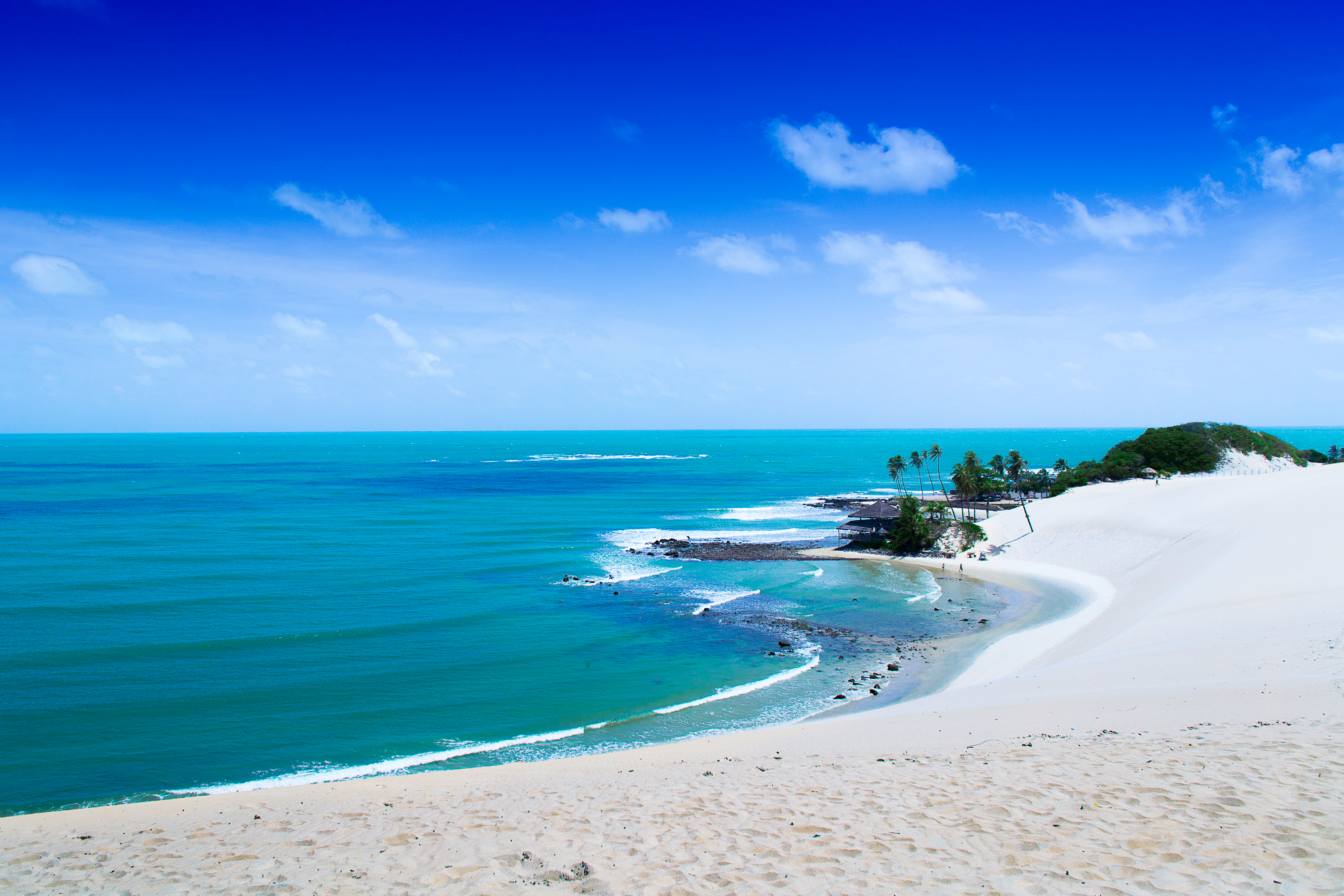
Las dunas de Genipabu.

## Economía
Además de una ciudad portuaria, comercial y de servicios importante en la región, es también un importante lugar turístico con sus playas de aguas calientes. Es la ciudad brasileña más cerca de África y de Europa. Por esta razón viene recibiendo turistas en los últimos años, especialmente de Italia, Portugal, España y de otras naciones sudamericanas como Uruguay y Argentina. Se debe tener cuidado con el continuo alto oleaje, las fuertes corrientes submarinas y las mareas, que cambian diariamente en más de dos metros de altura.

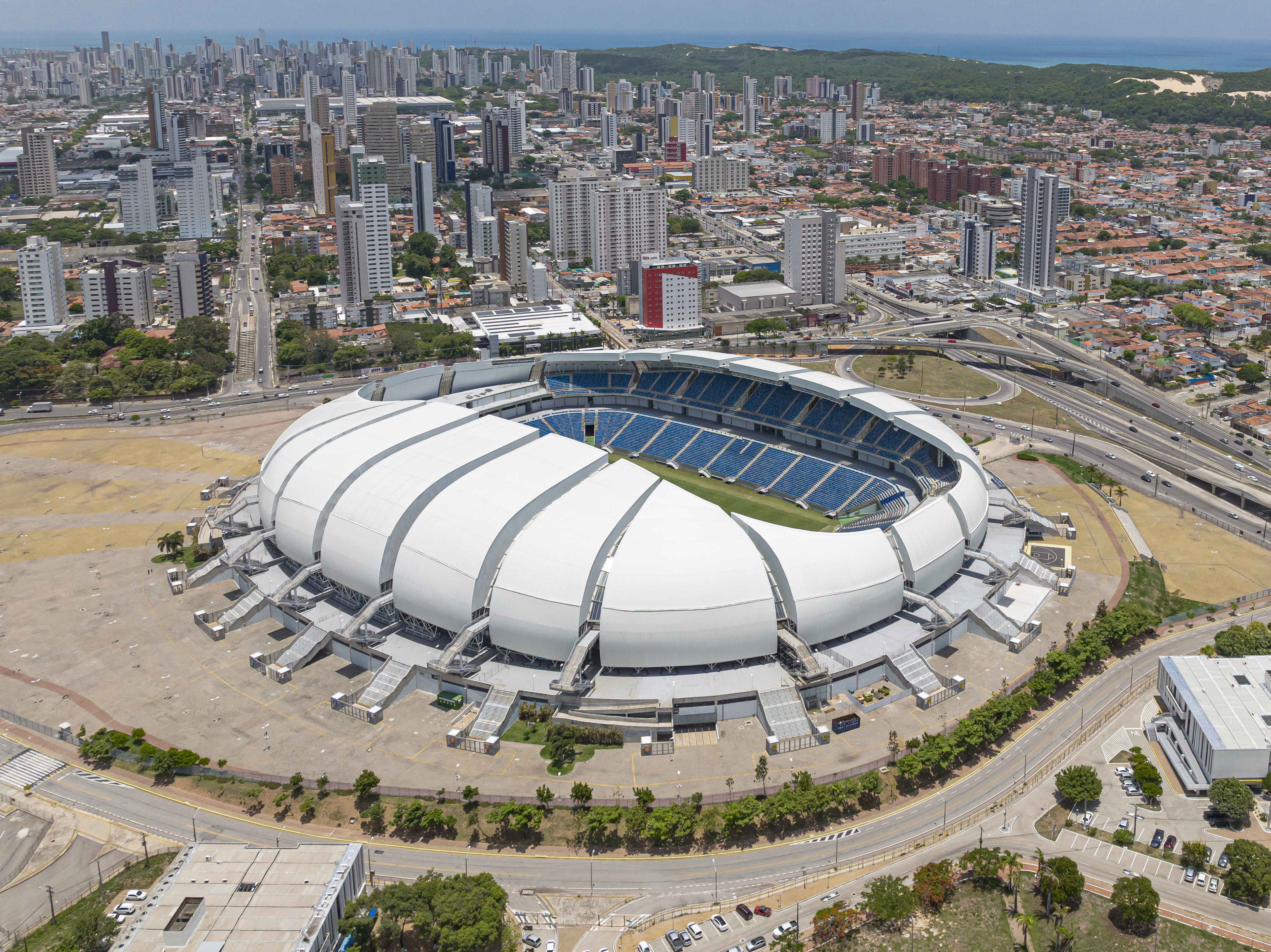
El estadio Arena das Dunas, una de las sedes de la Copa Mundial de Fútbol de 2014.

## Educación
Existen dos instituciones públicas de enseñanza superior cuya sede y principal campus están situados en Natal: la Universidad Federal de Río Grande del Norte (UFRN) y el Centro Federal de Educación Tecnológica de Río Grande del Norte (CEFET-RN), ambas mantenidas por el gobierno federal. 
También existen en la ciudad diversas instituciones privadas de enseñanza superior, algunas de las cuales actúan en diferentes áreas de enseñanza. Las mayores y más conocidas son la Universidade Potiguar (UnP), la FARN, mantenida por la Liga de Enseñanza de Río Grande del Norte; Faculdade Câmara Cascudo, en convenio con a la Universidad Estácio de Sá (Río de Janeiro) y Facex.

## Emisoras de televisión en Natal

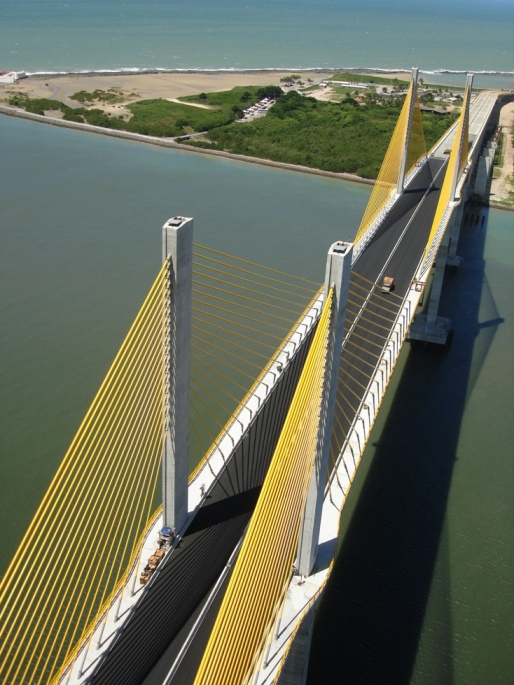
Puente Newton Navarro.

- InterTV Cabugi (Rede Globo) - Canal 11
- Multitv! (Rede TV!) - Canal 17
- TV Ponta Negra (SBT) - Canal 13
- TV Potengi (TV Band) - Canal 03
- TV Tropical (Rede Record) - Canal 08
- TV Universitária (Rede Cultura) - Canal 05

Además de las emisoras anteriormente mencionadas, la ciudad recibe en forma abierta las señales de: canal 22 - RIT Rede Internacional de televisión, canal 25 - MTV Brasil, canal 27 - R B N, canal 38 - Rede Vida, canal 46 - Canção Nova.

## Ciudades hermanadas

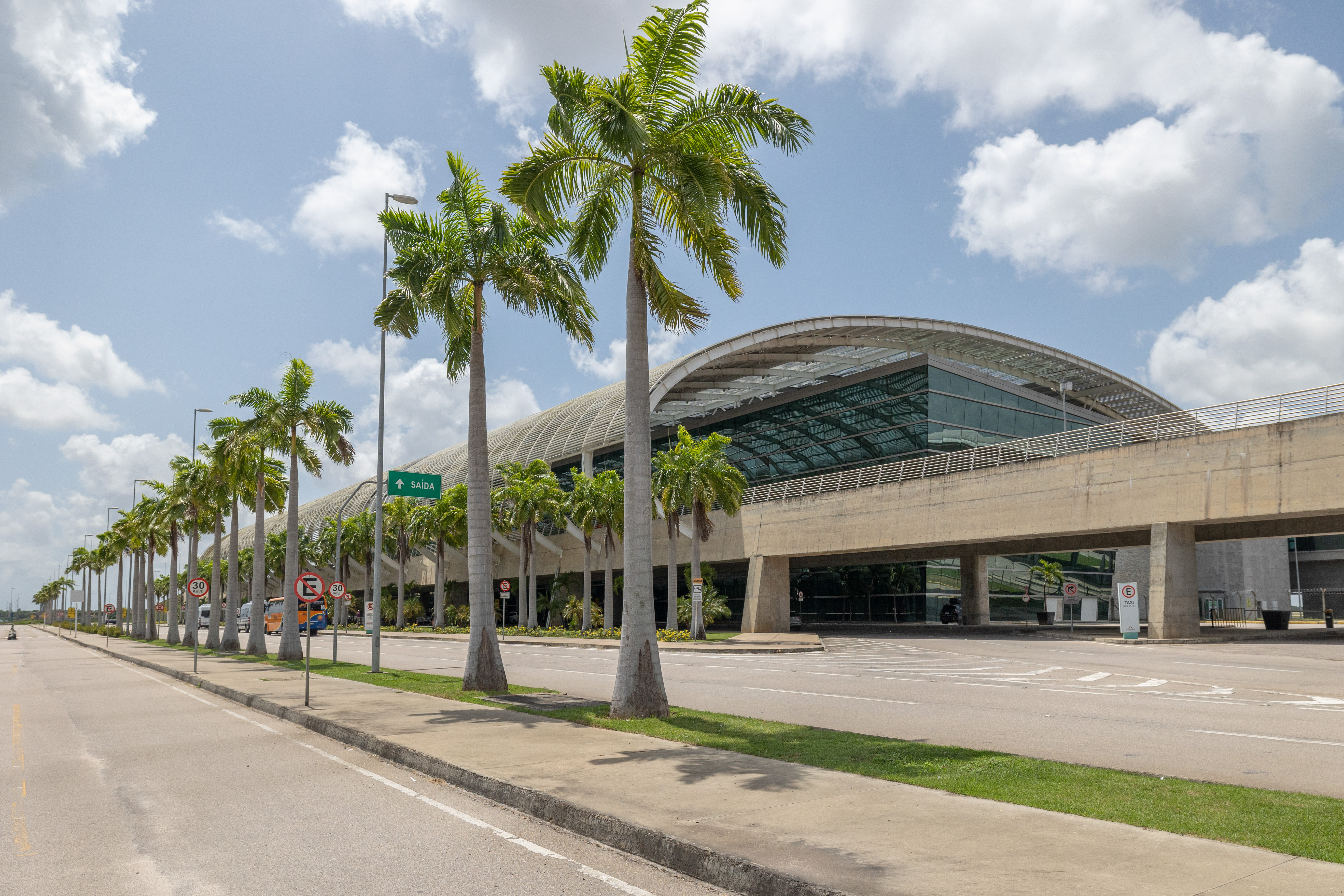
El aeropuerto internacional de Grande Natal.

- São Paulo
- Córdoba
- Porto Alegre
- Belén
- Río de Janeiro
- Fortaleza
- Buenos Aires
- Guadalajara
- Aguascalientes

## Transporte
El Aeropuerto Internacional de Grande Natal fue inaugurado en 2014 y conecta con varias ciudades de Brasil, además de operar dos vuelos internacionales, fue construido para reemplazar al antiguo Aeropuerto Internacional Augusto Severo y asumir toda la operación de aviación comercial de la ciudad.